# 通过掺入抹杀
在科学社会学中，当在科学发展的某个阶段，某些想法被普遍接受和普遍使用，以至于提出这些想法的人不再被认可时，就会发生合并消除。最终，随着概念进入常识（“被纳入”），它的来源和创造者被遗忘（“被抹去”）。当“一个想法、发现或概念的来源因纳入规范知识而被抹去，以至于只有少数人仍然意识到他们的血统”时，就会发生抹杀。

## 概念
这个概念是由罗伯特·金·默顿提出的。默顿在1949年，尽管一些错误将其归因于尤金·加菲尔德，他的工作为默顿理论的普及做出了贡献。默顿在1968年他的里程碑式作品《社会理论与社会结构》（第28-35页）的扩充版中引入了“通过合并来抹杀”的概念。默顿还引入了这个概念的鲜为人知的对应物，即沉思主义，这意味着原创作品中没有的见解、想法或类比。
在“通过合并抹杀”的过程中，由于长期和广泛使用，原始思想和它的字面公式都被遗忘了，并进入日常语言（或至少是特定学术学科的日常语言），不再归因于其创造者。
因此，它们变得类似于常识。Merton指出，这个过程在高度编纂的自然科学领域比在社会科学中更常见。它还可能导致在新颖性和原创性的主张下忽视或隐藏最近想法的早期来源。Allan Chapman指出，“通过合并抹杀”往往影响着名人，对他们来说，归因被认为是显而易见和不必要的，从而导致他们被排除在引文之外，即使文本中提到了他们和他们的想法。Marianne Ferber和Eugene Garfield同意Chapman的主张，并指出，当受影响的科学家的引文数量和声誉已经达到远高于平均水平时，通常会发生抹杀。
抹杀现象是图书馆和信息科学的一个概念，指的是真正突破性的研究论文在提出的想法被正统的世界观完全接受后未能被引用的倾向。例如，阿尔伯特·爱因斯坦关于相对论的论文在现代物理宇宙学研究论文中很少被引用，尽管它与物理宇宙学有直接相关性。

## 例子
许多术语和短语是如此令人回味，以至于它们很快就遭受了“被合并所抹杀”的命运。例子包括：
- 詹姆斯·杜威·沃森介绍的DNA的双螺旋结构。詹姆斯·杜威·沃森和弗朗西斯·克里克[6]
- 元素周期表，由德米特里·门捷列夫介绍[6]
- 自证预言，由罗伯特·金·默顿介绍。
- 榜样，由罗伯特·金·默顿介绍。
- 解构，由雅克·德里达介绍。

## 进一步阅读
- Garfield, E. 1975年抹杀现象。当前内容编号51/52：5–7，（1975年12月22日）
- Messeri P.，通过合并抹去：走向科学文献使用的问题、理论和度量。未发表的手稿。哥伦比亚大学，1978年。
- Merton，Robert K.（1993年5月15日）。巨人的肩膀：后意大利版。芝加哥大学出版社。

Merton, Robert K. . University Of Chicago Press. 1993-05-15: 348. ISBN 0-226-52086-2.